# The Butterfly Effect (banda)
The Butterfly Effect es una banda australiana de art rock y metal alternativo, fundada en Brisbane en 1999. Sus componentes son Clint Boge (cantante), Ben Hall (batería), Glenn Esmond (bajista) y Kurt "Puddles" Goedhart (guitarrista). La promoción de su álbum debut se vio ayudada por la influyente emisora de radio australiana Triple J.

## Historia

### The Butterfly Effect EP
The Butterfly Effect publicó su EP homónimo en el año 2001. Gracias a la retransmisión de sus canciones en la emisora Triple J alcanzaron la fama a lo largo de su país. En el año 2002 estuvieron de gira constantemente y las ventas de su EP y de sus airplay siguieron aumentando. Finalmente superaron las 10 000 copias vendidas. 
A mediados de 2002 su EP había alcanzado lo más alto de las listas independientes y permaneció entre los veinte primeros durante casi un año. La emisora Triple J tomó su sencillo "Take It Away" como el "Unsigned Find" ("descubrimiento sin contrato") de 2002. Como consecuencia, la banda se asoció con Roadshow Music y Rough Cut Publishing.

### Begins Here
En noviembre de 2002 editaron "Crave", el primer sencillo de su álbum debut, Begins here, que sería publicado en 2003. Este sencillo comenzó en las listas ARIA en el puesto 59, aunque consiguió la primera posición en las listas independientes. La temática del álbum profundiza en el alter ego, la vulnerabilidad, los abusos, la resurrección, el abandono y los juegos de poder. Clint Boge, escritor de las letras del álbum, comentó que los temas son complejos, ambiguos y muy diversos, e insinuó que sus propias experiencias personales fueron la base de algunas de las letras. 
The Butterfly Effect pasó desde noviembre de 2002 hasta marzo de 2003 en la grabación de Begins Here, su álbum debut, en los Modern Music Studios de Brisbane, Australia. El álbum salió a la venta el 4 de agosto de 2003, empezó en el n.º 24 de las listas ARIA y llegó al n.º 1 en las listas independientes. Se mantuvo en las listas durante 56 semanas y ha llegado a vender más de 30.000 copias. 
Debido a los contratos de distribución, el álbum en Reino Unido fue publicado por RSK, por Sony en Alemania y por Suburban en Bélgica, Países Bajos y Luxemburgo. La banda comenzó a hacerse conocida en Europa, con menciones en los medios, como por ejemplo en Metal Hammer, Rock Sound, Classic rock, Kerrang! y Aardshock. En agosto de 2004 realizaron una gira de seis semanas por Alemania, Austria, Suiza, República Checa, Países Bajos y Reino Unido. De septiembre de noviembre de ese año dieron treinta y dos conciertos en cuarenta días. Las ventas superaron las 10 000 copias en Europa y, además, el grupo se dio a conocer en Sudáfrica.
A lo largo de 2005 The Butterfly Effect grabó un nuevo sencillo titulado "Phoenix", que se editó en septiembre, acompañado de un videoclip. En octubre y en noviembre fueron de gira por Australia y tocaron temas del que sería su próximo álbum, Imago, publicado en Australia en junio de 2006.

### Imago
Su segundo álbum de estudio, Imago, se puso en venta el 17 de junio de 2006, unos meses después de la finalización de su grabación a principios de año. Debutó en las listas ARIA en la segunda posición y poco después, en julio, la banda inició la gira "Imago" por Australia. Por entonces, su primer álbum, Begins Here, estaba a punto de publicarse en Estados Unidos por la discográfica Megaforce Records. 
Tres años después de su publicación, a mediados de 2006, Begins Here recibió la certificación de oro en  Australia, tras haber sobrepasado las 35.000 unidades. Poco después Imago consiguió la misma certificación, aunque sólo habían pasado ocho semanas desde su publicación.

### Final Conversation of Kings
Tras al edición de Imago, The Butterfly Effect pasó el resto del año de gira promocionando su álbum, incluyendo una actuación en el festival Big Day Out de 2007. Enseguida comenzaron a trabajar en preparar material para un nuevo álbum. En julio de 2007 llevaron a cabo el Tour In A Memory, con Chevelle, de Chicago, y la prometedora banda Dead Letter Circus, también de Brisbane. En esta gira sonaron por primera vez temas del siguiente álbum, como "7 Days" y "Rain". A comienzo de 2008 anunciaron el Home Alone Tour para rellenar tiempo antes de la grabación de Final Conversation of Kings, que comenzaría en marzo de 2008. En el Home Alone Tour dieron a conocer más canciones nuevas del próximo álbum, por ejemplo "In These Hands" y ""Hidden". 
Finalmente Final Conversation of Kings salió al público en Australia el 20 de septiembre de 2008. Monaux hizo tanto el arte de portada como el del libreto del álbum, que saltó en las listas ARIA hasta el puesto n.º 3. El primer sencillo, "Window and the Watcher" se emitió por primera vez en Triple J el 14 de julio y se puso a la venta más tarde, el 23 de agosto. Luego de la publicación del álbum The Butterfly Effect salió de gira por Australia durante octubre y noviembre, con Trial Kennedy y Sleep Parade como teloneros.

## Discografía

### Álbumes y EP
- The Butterfly Effect EP (2001)
- Begins Here (2003) Puesto 23 en Australia
- Imago (2006) Puesto 2 en Australia
- Final Conversation of Kings (2008) Puesto 3 en Australia

### Sencillos

#### Australia
- "Take It Away" (2002)
- "Crave" (2002) – Puesto 59 en Australia
- "One Second of Insanity" (2003) (edición limitada)
- "Always" (2004) – Puesto 49 en Australia
- "Phoenix" (2005) – sólo en descargas
- "Beautiful Mine" (2005)
- "A Slow Descent" (2006) Puesto 9 en Australia
- "Gone" (2006) Puesto 44 en Australia
- "Reach" (2007) Puesto 74 en Australia
- "Window and the Watcher" (2008)
- "In These Hands" (2009)
- "Final Conversation" (2009)

#### Reino Unido y Europa
- "One Second of Insanity" (2004)
- "Crave" (2004)

#### Sudáfrica
- "Crave" (2004)